# Leopold von Hartmann
Freiherr Leopold von Hartmann (* 1734 in Wien; † 24. Februar 1791 in Burghausen) war ein deutscher Beamter und Landwirt.

## Leben
Leopold von Hartmann wurde als Sohn des Ritters Johann Carl von Hartmann (* 1694 in Wetzlar; † 4. Dezember 1761 in Neuburg an der Donau), kurpfälzischer Geschäftsträger am Kaiserhof in Wien, später zum Freiherrn erhoben und zum Wirklichen Geheimrat und Vizekanzler in Neuburg an der Donau ernannt, geboren.
Leopold von Hartmann besuchte die Hohe Schule in Neuburg an der Donau und studierte anschließend in Ingolstadt Philosophie und Rechtswissenschaft. 1754 wurde er in Burghausen kurfürstlicher Regierungsrat, später dann auch Geheimer Rat im Herzogtum Pfalz-Neuburg sowie Kämmerer in den Herzogtümern Pfalz-Zweibrücken und Württemberg.
Joseph Franz Xaver von Hoppenbichl (1721–1779) gründete 1765 in Öttingen am Inn die Gesellschaft der Schönen Wissenschaften, die 1769 vom Kurfürsten Maximilian III. Joseph als kurbayerische landwirtschaftliche Gesellschaft bestätigt wurde und alle Privilegien und Freiheiten der Bayerischen Akademie der Wissenschaften in München erhielt. 1769 wurde Leopold von Hartmann deren Vizepräsident; 1772 verlegte die Gesellschaft nach Burghausen und wurde umbenannt in Sittlich-Ökonomische Gesellschaft. Die Gesellschaft wurde durch den Kurfürsten jährlich mit 900 Gulden unterstützt, erlosch aber mit dem Tod von Leopold von Hartmann.
In Burghausen beschäftigte Leopold von Hartmann sich intensiv mit der Verbesserung des Feldbaus und der Landeskultur; auch war er schriftstellerisch tätig.
Er stand mit vielen Gelehrten in Bayern, Sachsen, Österreich und Schwaben in Verbindung.
1784 heiratete Leopold von Hartmann eine junge Gräfin.

## Ehrungen
- Ritter des Schwedischen Wasaordens

## Mitgliedschaften
- Ständiger Vize-Präsident der Sittlich-Ökonomischen Gesellschaft in Burghausen.
- Mitglied in mehreren gelehrten Gesellschaften.

## Schriften (Auswahl)
- Rede von dem grossen Nutzen und der Glückseligkeit eines Landes durch den Flor und die Aufnahme der Wissenschaften. Burghausen 1766.
- Rede von der wahren Glückseligkeit eines Staats unter einem weisen Regenten durch den vereinbarten Lehr-, Nähr- und Wehrstand im Münchner Intelligenzblatt, S. 103. München 1768.
- Rede von der guten Erziehung und ächten Bildung der Menschen in Münchner Intelligenzblatt, S. 321. München 1769.
- Anrede an die Durchl. Dauphine bey ihrer Durchreise durch Altenöttingen. Burghausen 1770.
- Erfindung, den schädlichen Folgen des Schneedrucks abzuhelfen im Baierisch-ökonomischer Hausvater. Burghausen 1771.
- Weitere Entdeckungen gegen den Reif und den Honigthau. Burghausen 1771.
- Abhandlung von der Erkenntniss und Verbesserung der Erde im Münchner Intelligenzblatt, S. 106. München 1772.
- Abhandlung von dem Wachsthume und Krankheiten der Pflanzen. Burghausen 1774.
- Wiederholte Erfahrungen, um den sogenannten Trill (Heiderettig, Raphanus Raphanistrum) dieses höchstschädliche Unkraut mit nützlichem und untrüglichem Erfolge aus den Feldern zu vertilgen in den Abhandlungen der ökonomischen Gesellschaft zu Burghausen. 1789.
- Das Glück der Völkerschaften, die Quelle zum Glücke der Regenten (verfasset von Marquis v. Bethusy; aus dem Französischen übersetzt). Burghausen 1774.
- Des Gr. v. Olivier zu London gedruckte Danksagungsabhandlung an die kurb. Gesellschaft sittlich und landwirthschaftlicher Wissenschaften zu Burghausen (aus dem Französischen übersetzt). 1774.
- Abhandlung von Vermehrung und Verbesserung der Wiesen. Burghausen 1775.
- Geprüfter Vorschlag von der Mastung des Hornviehes. Burghausen 1774.
- Gedanken von den Wirkungen des Geistes in die Elemente und in die irdischen oder leiblichen Körper. Burghausen 1775.
- Die Stärke der Liebe, ein tragisches Schauspiel in 3 Aufzügen. Burghausen 1776.
- Abhandlung von der unentbehrlichen Nothwendigkeit der Naturkunde, und von der nützlichen Verpflegung der Pferde. Nürnberg bey Stein 1775.
- Abhandlung von einigen allgemeinen Krankheiten der Pferde, und den täglich sich hier zu Lande äussernden Fehlern, aus eignen Erfahrungen und Prüfungen geschrieben. Burghausen 1777.
- Gedanken von der Verminderung der Verbrechen und peinlichen Strafen durch gelindere Wege und weise Anstalten. Burghausen 1777.
- Von den Unfällen und Krankheiten der Schafe, dann dagegen zu brauchenden Fürsehungs- und Heilungsmitteln. Burghausen 1776.
- Schreiben an den Herausgeber des Intelligenzblattes im Münchner Intelligenzblatt 1771. S. 139.
- Sammlung einiger Abhandlungen von verschiedenen Krankheiten der Pferde und Schafe, wie auch der Hornviehseuche, nebst den dagegen dienlichen Fürsehungs- und Heilungsmitteln. Nürnberg 1779.
- Geprüfte und auf eigne Erfahrungen gegründete Gedanken über den Gegenstand des Holzwesens. Burghausen 1779.
- Geprüfte und auf Erfahrung gegründete Gedanken vom Acker und Wiesenbau, und der Holzkultur. Nürnberg bey Stein 1786.
- Rede von den allgemein nützlichen Folgen aus der Belohnung; gesellschaftl. Tugenden und des wahren Verdienstes. München und Burghausen 1780.
- Erfahrung über die Heilungsart verschiedener selbst äusserst verwahrloster gefährlicher Wunden. München und Burghausen 1780.
- Ebbe und Fluth der Staaten, eine Rede. Nürnberg bey Schwarzkopf 1783.
- Abhandlungen von einigen allgemein nützlichen Verbesserungen der Stadt- und Landwirthschaft in Baiern. Burghausen 1784.
- Abhandlung von dem blühenden Zustande der Staaten aus der allgemein nützlichen Beschäftigung sämmtlicher Bürger und Glieder. München bey Lentner 1785.
- Rede von der Tugend, dem nothwendigsten Bestandtheile zur Nationalstärke. Burghausen und München 1786.
- Abhandlung von den weisen Befehlen guter Regenten, und dem willigen Gehorsam der Unterthanen der Urquelle zum wesentlichen Glück der Nationen. München 1787.
- Abhandlung vom Nationalstolze aus Vaterlandsliebe, dem Grunde zur wahren Grösse und zum Glücke der Staaten. Burghausen und München 1788.
- Rede von den aus Tugend und Menschenliebe entspringenden glücklichen Folgen für jeden Staat. Burghausen und München 1790.